# Hirschthal (Argovie)
Pour les articles homonymes, voir Hirschthal.
Hirschthal est une commune suisse du canton d'Argovie, située dans le district d'Aarau.

Vue aérienne (1970)